# Kaprysy Łazarza
Kaprysy Łazarza – polski film telewizyjny (czarna komedia) z 1972 w reżyserii Janusza Zaorskiego z główną rolą Henryka Borowskiego. Film powstał na podstawie radiowego słuchowiska autorstwa Stanisława Grochowiaka pod tytułem Kaprysy Łazarza. Scherzo radiowe z 1965 (fakt ten jednak nie jest uwzględniony w czołówce filmu).

## Obsada
- Henryk Borowski – Jacenty
- Wanda Łuczycka – żona Jacentego
- Józef Nalberczak – starszy syn Jacentego
- Jerzy Rogalski – młodszy syn Jacentego
- Ewa Ziętek – synowa Jacentego, żona starszego syna
- Władysław Hańcza – ksiądz proboszcz
- Franciszek Pieczka – sołtys
- Aleksander Dzwonkowski – grabarz
- Wojciech Zagórski – kościelny
- Witold Skaruch – lekarz
- Adam Mularczyk – stolarz
- Henryk Bąk – sklepikarz
- Jerzy Turek – pomocnik sklepikarza

oraz Zespół Staszka Kapusty